# قبس خطي الأوراق
قبس خطي الأوراق (الاسم العلمي:Phlox linearifolia) هو نوع من النباتات يتبع جنس القبس من الفصيلة البولامونيونية.